# Țuică

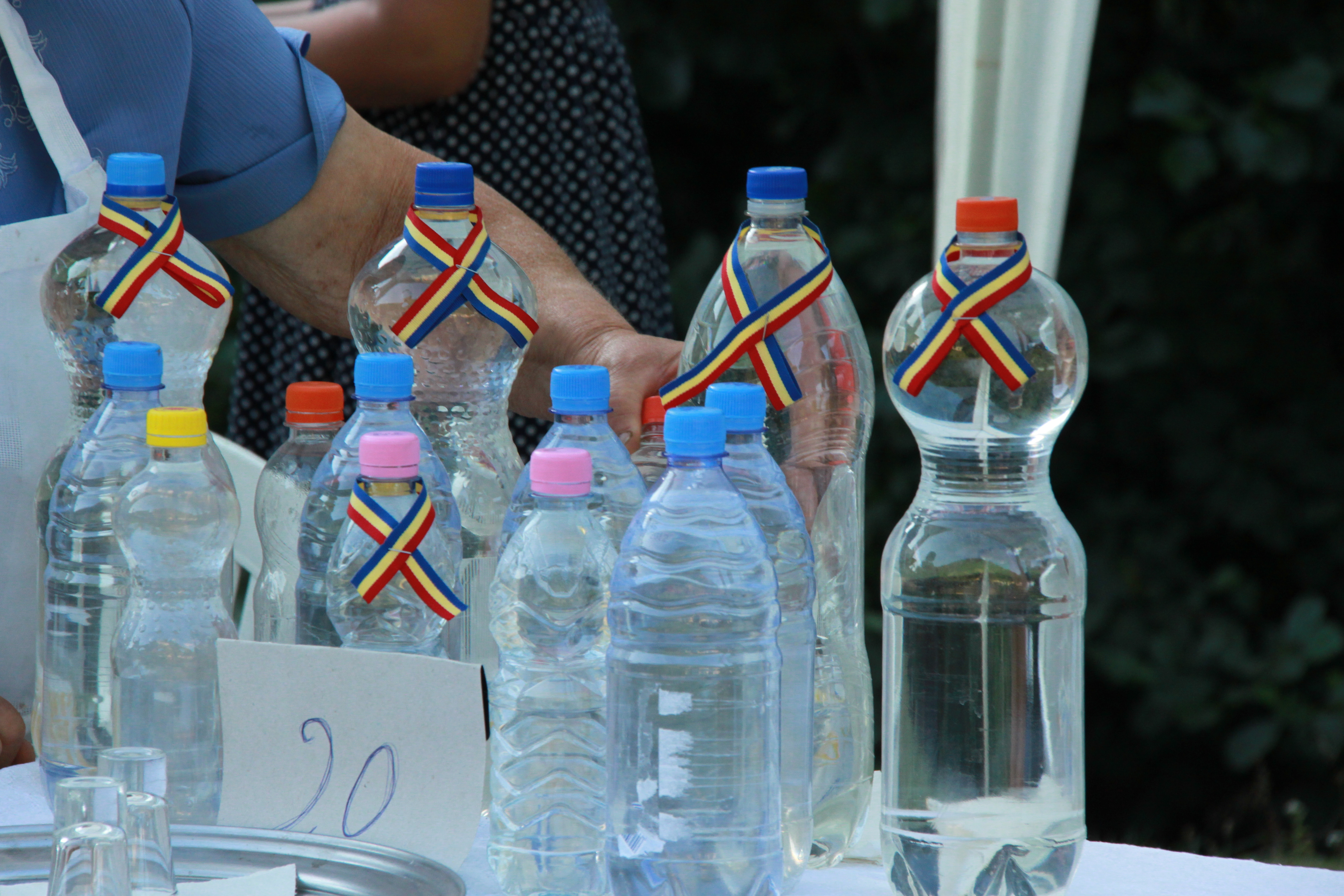
Țuică auf dem Käse-und-Țuică-Fest in Rășinari

Țuică (gesprochen /'ʦuj.kə/; deutsch auch Zuika geschrieben) ist eine traditionelle Spirituose aus Rumänien. Țuică wird ausschließlich aus verschiedenen Pflaumenarten hergestellt.  „Palincă“ und „Rachiu“ dagegen können auch aus anderen fermentierten Früchten destilliert sein.

## Herstellung
Țuică wird von Anfang Oktober bis Anfang Dezember hergestellt, wobei der Herstellungsprozess bis Weihnachten abgeschlossen sein sollte. Die Herstellung obliegt dem „Țuicăr“ (Bezeichnungen weichen regionalbedingt oft ab). Der Destillationsprozess findet entweder in einer speziell dafür vorgesehenen Scheune oder im Freien statt. Die Zwetschgen werden zuerst 6–8 Wochen in großen Bottichen (butoaie/căldări) vergoren (macerare).
Zur Destillation wird eine Brennblase aus Messing verwendet, traditionell mit einem Holzfeuer beheizt. Die Temperaturkontrolle und Optimierung während des Destillationsprozesses geschieht unter Zuhilfenahme akustischer Signale der Brennblase sowie durch mehrmaliges Kosten des Suds während der Herstellung.
Daraus resultiert Țuică in drei verschiedenen Stärkegraden:
- Ein Viertel ist starke Țuică (țuică de-a-ntâia) mit einem Alkoholgehalt von 45–55 Vol.-%. Sie ist das erste Destillat aus der Brennblase. In der Regel wird țuică de-a-ntâia zweifach destilliert und hat eine starke Ähnlichkeit zur „Palincă“.
- Die Hälfte ist gewöhnliche Țuică (țuică de-a doua) mit einem Alkoholgehalt von 30–40 Vol.-%. Sie ist die übliche Țuică, die am meisten getrunken wird.
- Schwache Țuică (țuică de-a treia bzw. apă de țuică) mit einem Alkoholgehalt von 5–15 Vol.-% entsteht zuletzt.

Țuică, die nach der Destillation zum sofortigen Verbrauch bestimmt ist, wird als „frische Țuică“ (țuică proaspătă) bezeichnet. Zur Einlagerung bestimmte Țuică reift zwischen sechs Monaten und zehn Jahren in Eichenfässern. Sie wird als „alte Țuică“ (țuică bătrână) bezeichnet. Nach Abschluss des Reifeprozesses verfügt sie über ein starkes Aroma bei glänzend-goldener Farbe.
Qualitativ hochwertige Țuică darf bei Mischen mit Wasser niemals nach Weiß oder Opak umschlagen.

## Verkauf und Handel
Die meiste gehandelte Țuică ist schwarz gebrannt. Häufig wird sie auf Märkten, Messen oder auf der Straße in unetikettierten PET-Flaschen verkauft. Obwohl der rumänischen Regierung dies bekannt ist, wird der Handel weitgehend geduldet, da der Țuică der Status eines Nationalgetränks zukommt. Vom Genuss von Țuică aus unbekannter Quelle wird gewarnt. Nicht rein hergestellte Țuică kann zu einer ernsten Schädigung der Gesundheit führen. Einige rumänische Kommunen haben eine Lizenz erworben und vermarkten legal Țuică.
Eine bekannte Țuică-Marke ist „Țuica de Pitești“. Sie ist benannt nach den Bergen, die die rumänische Stadt Pitești umgeben und auf denen die Zwetschgen für diese Marke wachsen. Später wurde „Țuica de Pitești“ in „Ochii lui Dobrin“ (deutsch „Dobrins Augen“) umbenannt, nach Nicolae Dobrin, einem berühmten rumänischen Fußballspieler der 1970er Jahre, und unter diesem Namen vermarktet.

## Medizinische Betrachtung
Untersuchungsergebnisse amerikanischer Biochemiker ergaben, dass der Genuss von Țuică in geringen Mengen Herzerkrankungen sowie Magen- und Gallenprobleme vorbeugen kann. Die Menge sei aber auf ein Höchstmaß von 30 Milliliter am Tag beschränkt. Die Forscher fanden heraus, dass das Getränk ein Enzym enthält, das die Bildung von Cholesterin in den Arterien verringern kann. Eine andere Gruppe von Forschern entdeckte sechs Substanzen, die die Produktion roter Blutkörperchen anregen. Die Anwendung des Getränkes sollte rund 10 bis 15 Minuten vor dem Mittagessen erfolgen; dies fördert die Aufnahme von Nährstoffen aus der Nahrung.

## Belletristik
- Paul Schuster: Fünf Liter Zuika oder Die Verwirrungen, Schicksalsprüfungen und die allmähliche Erleuchtung des wenigerwohlhabenden Thomas Schieb aus Kleinsommersberg. Roman in sieben Teilen. Bukarest (1962); Neuausgabe: Schiller, Hermannstadt/Bonn 2009.